# My Best Friend's Birthday
My Best Friend's Birthday é um filme amador em preto-e-branco co-escrito e dirigido por Quentin Tarantino. O filme conta a história de Mickey. Seu melhor amigo está fazendo aniversário e Clarence Pool resolve "presenteá-lo" com uma garota de programa. Entre acontecimentos baratos, cocaína e cenas aspirando a Kung Fu, vários imprevistos acontecem.

## Elenco
- Craig Hamann - Mickey Burnett
- Quentin Tarantino - Clarence Pool
- Crystal Shaw - Misty
- Allen Garfield -  Magnata do Entretenimento
- Al Harrell - Clifford
- Brenda Hillhouse - Esposa
- Linda Kaye - Ex-Namorada
- Stevo Polyi - Deejay
- Alan Sanborn - Recepcionista da rádio
- Rich Turner - Oliver Brandon
- Rowland Wafford - Lenny Otis